# Yousef Salech
Yousef Salech (født 17. januar 2002) er en dansk professionel fodboldspiller, der spiller for Cardiff City. 

## Klubkarriere

### Tidlig karriere
Salech spillede ungdomsfodbold for BK Skjold og HIK

### HIK
Salech kom til HIK i 2013 og spillede for diverse ungdomshold indtil han fik sit gennembrud i 2020.
Han fik sin debut for HIK den 4. juli 2020 mod AB, han startede inde og fik 81 minutter.
Salech scorede sit første mål for HIK den 2. oktober 2020 mod FC Roskilde, han blev skiftet ind i det 66. minut og scorede målet til 3-1 i det 84. minut.
Salech spillede i alt 27 kampe og scorede 7 mål for HIK hvoraf 1 af kampene var i DBU Pokalen.

### Brøndby
Den 28. juni 2021, underskrev Salech en kontrakt med Brøndby IF.